# Johannes Lecküchner

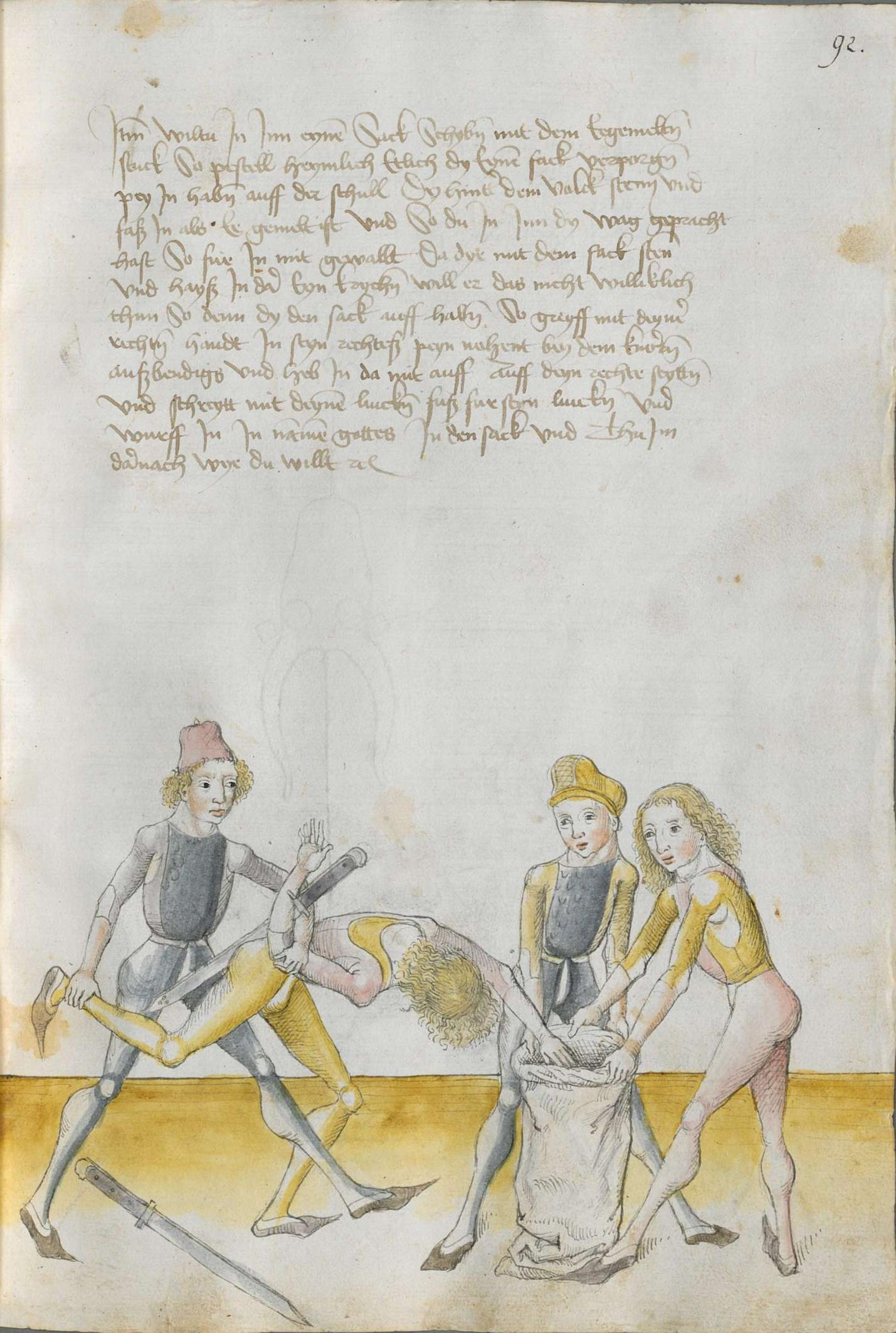
Cgm 582, fol 92r: chwyt obezwładniający przeciwnika

Johannes Lecküchner (również: Lebküchner, żył w XV w., zm. 31 grudnia 1482) – duchowny i teolog, słynny instruktor i teoretyk szermierki, który mieszkał w okolicach Norymbergi w XV w. Był autorem jednego z najbardziej obszernych traktatów z 1478 roku i drugiego z roku 1482 na temat szermierki z użyciem długiego miecza. Jego wzorem był żyjący sto lat wcześniej Johann Liechtenauer, który używał tej samej mieszanki prozy i formy poetyckiej. Druga praca zawiera dodatkowo ilustracje przedstawiające postawy szermierzy podczas ćwiczeń.
Zachowały się dwie książki szermiercze dotyczące walki długim mieczem autorstwa Lecküchnera: Cod. Pal. Germ. 430 (Heidelberg, 1478) i Cgm. 582, Monachium, 1482. Tę drugą ukończył 19 stycznia 1482. Wcześniejszy rękopis jest uważany za szkic późniejszego i jedynie Cgm 582 zawiera ilustracje.

## Traktaty Lecküchnera
- Johannes Lecküchner: Das ist herr hannsen Lecküchner von Nurenberg künst vnd zedel ym messer http://www.pragmatische-schriftlichkeit.de/transkription/trans_cgm582_s_e.pdf (PDF; 797 kB)
- Hans Lecküchner: Fechtbůch: Die Ritterliche, Mannliche Kunst vnd Handarbeyt Fechtens, vnd Kempffens; Auß warem vrsprunglichem grund der Alten ... beschrieben vnnd fürgemalt. 1558.